# Vahta
Vahta je 616 mnm visok prelaz preko Gorjancev, ki povezuje Belo krajino s kraji ob Krki. Preko poteka trasa magistralne ceste G105 Novo mesto - Metlika.
Na Vahti se od odcepi gozdna cesta, ki vodi do planinskega doma Vinka Paderšiča pri Gospodični (822 mnm) in Koče pri Miklavžu (969 mnm).

## Etimologija
Prelaz je dobil ime po utrdbah in straži, ki se je tu nekdaj menjavala, opazovala in opozarjala na vdore turških odredov čez Kolpo. 